# Punta Helbronner
La Punta Helbronner es una montaña de 3462 m, situada en el Macizo del Mont Blanc, entre el Grand Flambeau y las Aiguilles Marbrées, sobre la divisoria entre la Alta Saboya y el Valle de Aosta.

## Descripción
La punta recibe el nombre de Paul Helbronner, ingeniero de la École polytechnique, alpinista y geodesta, y uno de los padres de la cartografía alpina francesa.
Hasta la punta Helbronner llegan tanto el Teleférico de La Palud cercano a Courmayeur desde el Refugio Turín, como la Telecabina Panorámica del Mont Blanc que atraviesa el Valle Blanco y el Glaciar de Géant desde L'Aiguille du Midi.

## Ubicación
Según la clasificación SOIUSA, la Punta Helbronner pertenece:
- Gran parte: Alpes occidentales
- Gran sector: Alpes del noroeste
- Sección: Alpes Grayos
- Subsección: Alpes del Mont Blanc
- Supergrupo: Macizo del Mont Blanc
- Grupo: Grupo del Mont Blanc
- Subgrupo: Gruppo de la Tour Ronde
- Código: I/B-7.V-B.2.f/b